# Ranga Reddy
Huyện Rangareddi là một huyện thuộc bang Telangana, Ấn Độ. Thủ phủ huyện Rangareddi đóng ở Hyderabad. Huyện Rangareddi có diện tích 7493 ki lô mét vuông. Đến thời điểm năm 2001, huyện Rangareddi có dân số 3506670 người.

## Hành chính
Huyện chia thành 5 phó huyện (Chevella, Malkajgiri, Rajendranagar, Saroornagar và Vikarabad) và 37 mandal.
| #  | Phó huyện Rajendranagar | Phó huyện Malkajgiri | Phó huyện Saroornagar | Phó huyện Chevella | Phó huyện Vikarabad |
| -- | ----------------------- | -------------------- | --------------------- | ------------------ | ------------------- |
| 1  | Balanagar               | Malkajgiri           | Saroornagar           | Chevella           | Vikarabad           |
| 2  | Serilingampally         | Medchal              | Hayathnagar           | Shahbad            | Mominpet            |
| 3  | Rajendranagar           | Shamirpet            | Ibrahimpatnam         | Moinabad           | Marpalle            |
| 4  | Shamshabad              | Ghatkesar            | Kandukur              | Shankarpalle       | Bantwaram           |
| 5  |                         | Keesara              | Yacharam              | Nawabpet           | Dharur              |
| 6  |                         | Uppal                | Manchal               | Pargi              | Tandur              |
| 7  |                         | Qutubullapur         | Maheswaram            | Doma               | Peddemul            |
| 8  |                         |                      |                       | Kulkacharla        | Yelal               |
| 9  |                         |                      |                       | Pudur              | Basheerabad         |
| 10 |                         |                      |                       | Gandeed            |                     |